# Iset Ta-Hemdjert

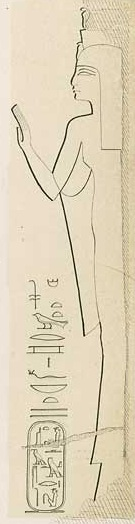
Koningin Isis-ta Hemdjert in Karnak

Iset Ta-Hemdjert of Isis Ta-Hemdjert, in het kort Isis genoemd in haar tombe, was een koningin uit de 20e dynastie van Egypte, de grote koninklijke vrouwe naast Ramses III en de Koningin Moeder van zowel Ramses IV als Ramses VI..
Waarschijnlijk was zij van Aziatische origine. De naam van haar vader is niet bekend, maar haar moeder heette Hemdjert (of Habadjilat of Hebnerdjent), wat geen Egyptische naam is, maar een Syrische..
Twee kinderen van haar zijn ons bekend, Ramses IV, die zijn vader opvolgde, en Ramses VI, die opvolger werd van zijn neef Ramses V, de kort levende zoon van Ramses IV. Naast Ramses V, zijn ook Ramses VII, Godsvrouw van Amon Iset, en de prinsen Amunherkhopsef en Panebenkemyt kleinkinderen van haar. Ze zijn allen verwekt door Ramses VI..
Naast de titel van drote koninklijke vrouwe, droeg zij ook de titels godsvrouw en later, tijdens het bewind van haar zonen, die van koningin moeder. Iset Ta-Hemdjert wordt afgebeeld op een standbeeld van Ramses III in de tempel van Mut in Karnak. Tijdens het bewind van Ramses VI leefde zij nog, toen haar kleindochter Iset godsvrouw van Amon werd. Ze werd begraven in de Vallei der Koninginnen in graf QV 51.